# Glypta oregonica
Glypta oregonica är en stekelart som beskrevs av Dasch 1988. Glypta oregonica ingår i släktet Glypta och familjen brokparasitsteklar. Inga underarter finns listade i Catalogue of Life.